# Monte del Grano

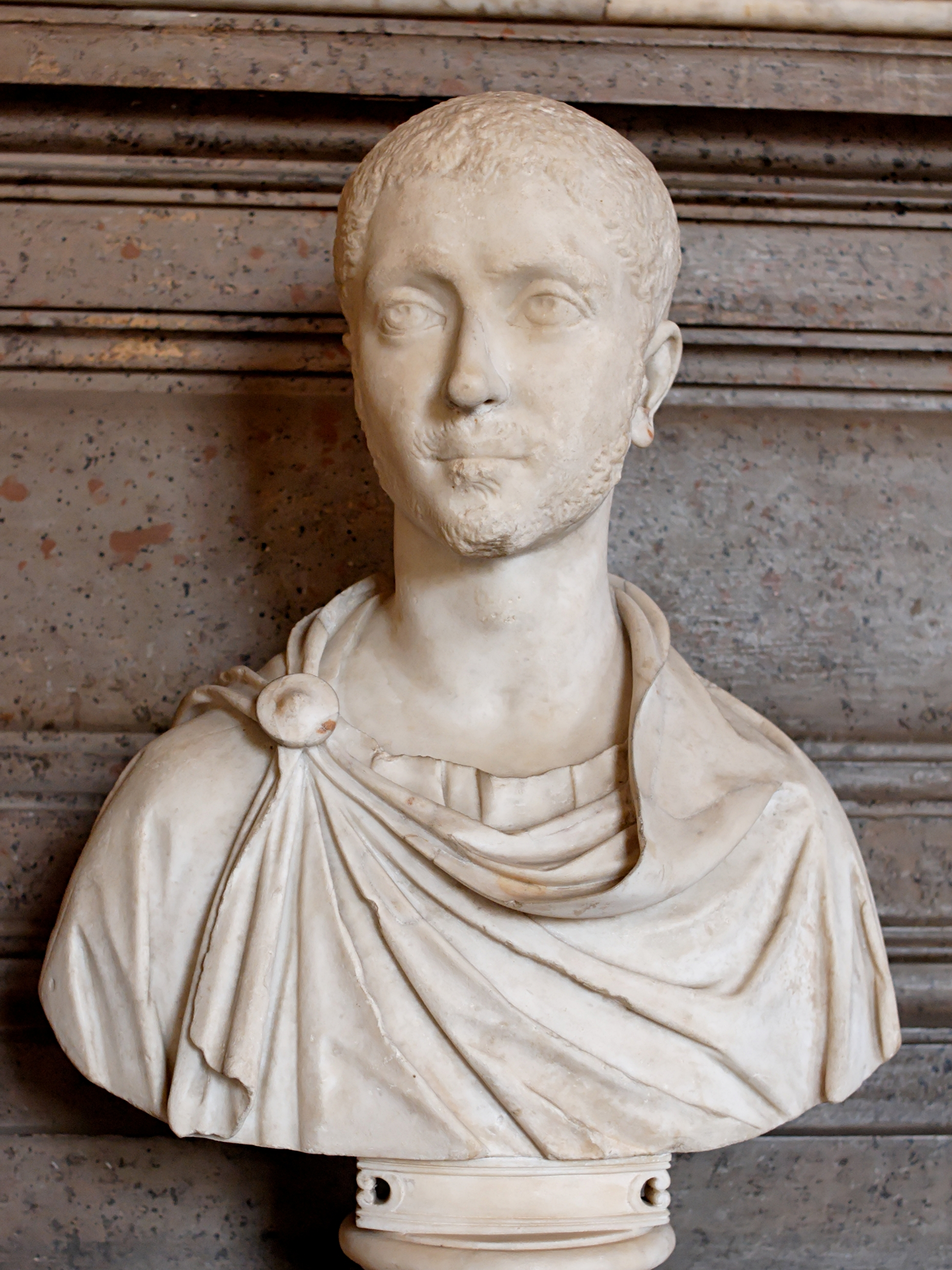
Marco Aurelio Severo Alessandro

Il Monte del Grano è il nome popolare del mausoleo cd. di Alessandro Severo, imperatore romano, collocato all'interno del Parco XVII Aprile 1944, in un'area di Roma che è attualmente parte del moderno quartiere Tuscolano.
È il terzo mausoleo, in ordine di grandezza, di Roma, ovvero la terza tomba a tumulo dopo la Mole Adriana ed il Mausoleo di Augusto.. Era costruito come una costruzione semi-sotterranea a blocchi di pietra, ricoperta da una collina artificiale sormontata da vegetazione, sull'esempio dei mausolei etruschi e poi romano-imperiali. Un tempo faceva parte di una vasta necropoli in una zona suburbana. Attualmente si presenta come una collinetta di circa dodici metri di altezza, abbandonata e un po' nascosta dai palazzi moderni sortile accanto negli anni settanta. 
Nel '500 venne ritrovato al suo interno un imponente sarcofago attico, sormontato da due nobili personaggi distesi, identificati con Alessandro e la madre Mamea. Il sarcofago era decorato con scene del mito di Achille a Sciro ed è oggi conservato nelle sale al piano terreno dei Musei Capitolini. Secondo alcune fonti il celebre Vaso Portland, di epoca augustea, sarebbe stato trovato all'interno del sarcofago imperiale di Alessandro Severo.
Si accede all'interno attraverso un corridoio lungo circa ventuno metri che si apre su una sala circolare di dieci metri di diametro, un tempo divisa in due piani.
Vari studi mettono in dubbio l'attribuzione del Mausoleo ad Alessandro Severo, poiché i sigilli dei bolli laterizi indicano che fu costruito nel II secolo d.C. Recenti studi di Erminio Paoletta accertano che il mausoleo è stato sicuramente la tomba dell'imperatore.

## La tradizione
Il nome Monte del Grano derivava probabilmente dalla corruzione dell'antico nome modius grani (moggio di grano), dovuto alla forma che aveva assunto la collinetta dopo l'asportazione dei blocchi di travertino, avvenuta nel 1387 per ricavarne calce. Fu opera di tal Nicolò Valentini (uno dei tre nobili veneziani che, durante il giubileo del 1350, offrirono alla basilica di San Pietro una pulcherrimam et myrabilem tabulam de Chrystallo, pulchris laminis argenti deaurati (una tavola di cristallo) per custodire la reliquia del sudario del volto di Cristo).
Il nome di Monte del grano era divenuto comune già nel 1386, così risultando da alcuni documenti conservati nell'Archivio Storico Capitolino. Il mausoleo faceva parte della tenuta chiamata "Casale delle Forme" (le forme erano una parte della struttura degli acquedotti presenti in zona Tuscolana). Il mausoleo è anche definito come "Monte di Onorio" o "Monte di Nori" o ancora "lo Montone del Grano". 
La leggenda popolare vuole invece che fosse un monte di grano trasformato (per punizione divina) in terra, perché raccolto di domenica, giorno dedicato al riposo.
Il riferimento al grano è comunque legato ad una caratteristica del Quadraro: la toponomastica del quartiere è infatti dedicata, in un modo o nell'altro, a personaggi (divinità o famiglie) legati al mondo agricolo.

## Il parco

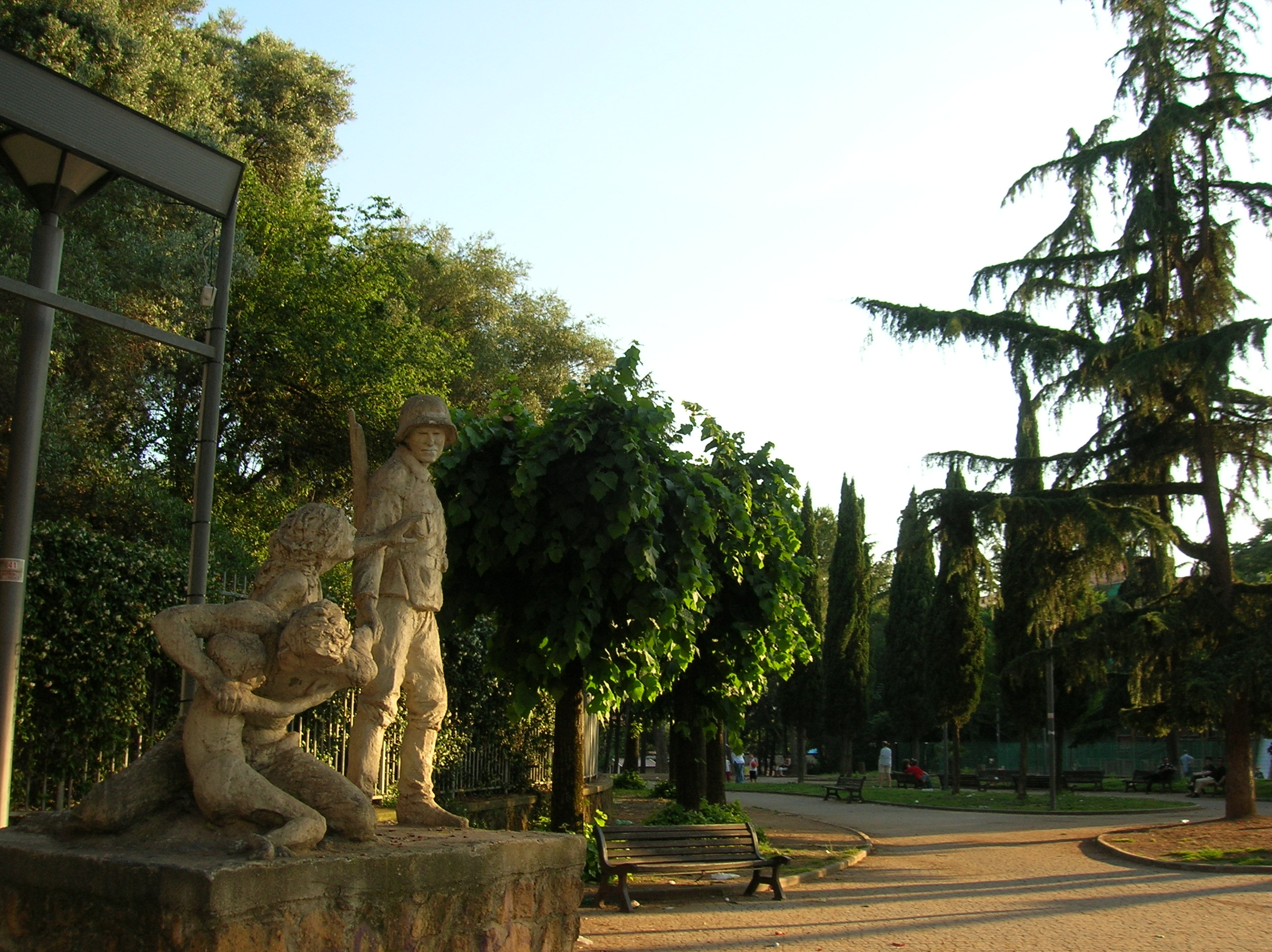
Il monumento ai caduti nel Parco XVII Aprile 1944

La locuzione "Monte del Grano" era il precedente nome del parco adiacente al mausoleo, oggi denominato Parco XVII Aprile 1944 per ricordare il Rastrellamento del Quadraro.